# Chrysobalanus
- Commons
- Wikispecies

Chrysobalanus L. é um género botânico pertencente à família chrysobalanaceae.

## Espécies
| - Chrysobalanus americanus - Chrysobalanus atacorensis - Chrysobalanus chariensis - Chrysobalanus cuspidatus - Chrysobalanus ellipticus - Chrysobalanus guianensis - Chrysobalanus icaco - Chrysobalanus incanus - Chrysobalanus interior - Chrysobalanus luteus | - Chrysobalanus macrophyllus - Chrysobalanus mollicoma - Chrysobalanus montanus - Chrysobalanus oblongifolius - Chrysobalanus orbicularis - Chrysobalanus ovalifolius - Chrysobalanus pallidus - Chrysobalanus pellocarpus - Chrysobalanus prunifolius - Chrysobalanus purpureus | - Chrysobalanus racemosus - Chrysobalanus retusus - Chrysobalanus rugosus - Chrysobalanus savannarum - Chrysobalanus stuhlmannii - Chrysobalanus sublanatus - Chrysobalanus subundulatus - Chrysobalanus triandrus - Chrysobalanus venezuelanus |

- Lista completa

## Classificação do gênero
| Sistema | Classificação                      | Referência               |
| ------- | ---------------------------------- | ------------------------ |
| Linné   | Classe Polyandria, ordem Monogynia | Species plantarum (1753) |